# Überströmventil
Ein Überströmventil ist ein Bauteil in Heizungs-, Solar- oder Kühlanlagen.
Das Überströmventil wird zwischen Vor- und Rücklauf einer Anlage installiert. Bei Anlagen ohne Mischventil kann es auch zwischen Druck- und Saugseite parallel zur Heizungs-Umwälzpumpe eingebaut werden.
Das Ventil begrenzt den Förderdruck von konventionellen Umwälzpumpen. Es sorgt für einen Mindestvolumenstrom im Kesselkreis indem es sich öffnet, sobald der Förderdruck den am Ventil eingestellten Wert übersteigt. Dieser Fall tritt auf, wenn im angeschlossenen Heizkreis keine oder nur wenig Heizleistung erforderlich ist. So sorgt es für eine konstante Druckdifferenz. Als Nebeneffekt mindert das Überströmventil lästige Drosselgeräusche von Thermostatventilen sowie mögliche Dampfblasenbildung und damit Kavitationsschäden am Pumpenrad. Überströmventile ersetzen keine Sicherheitsventile.
Im Vergleich mit drehzahl- oder gar druckgeregelten Pumpen lässt sich allerdings mit einem Überströmventil keine Energieeinsparung erreichen, da die Pumpe weiterhin einen konstanten Volumenstrom fördert.